# Thelocarpon opertum
Thelocarpon opertum är en lavart som beskrevs av J. C. David & Coppins. Thelocarpon opertum ingår i släktet Thelocarpon och familjen Thelocarpaceae.   Inga underarter finns listade i Catalogue of Life.